# Regionales Schutzgebiet Angostura Faical
Das Regionale Schutzgebiet Angostura Faical (span. Área de Conservación Regional Angostura Faical) befindet sich in der Region Tumbes in Nordwest-Peru. Das Schutzgebiet wurde am 18. März 2011 durch das Dekret D.S. Nº 006-2011-MINAM eingerichtet. Die Regionalregierung von Tumbes ist die für das Schutzgebiet zuständige Behörde. Das Schutzgebiet besitzt eine Größe von 87,95 km². Es dient der Erhaltung eines tropischen Trockenwaldes (Bosque Seco Ecuatorial) und damit einem Ökosystem bedrohter Pflanzen- und Tierarten. Es wird in der IUCN-Kategorie VI als ein Schutzgebiet geführt, dessen Management der nachhaltigen Nutzung natürlicher Ökosysteme und Lebensräume dient.

## Lage
Das Schutzgebiet befindet sich in den Distrikten Pampas de Hospital und San Juan de la Virgen in der Provinz Tumbes sowie im Distrikt Matapalo in der Provinz Zarumilla. Das Gebiet grenzt im Süden an den Nationalpark Cerros de Amotape. Im Osten verläuft die Schutzgebietsgrenze entlang dem Flusslauf der Quebrada Seca, ein Zufluss des Río Zarumilla. Entlang der südwestlichen Distriktgrenze fließt die Quebrada Chacritas, ein Zufluss des Río Tumbes. Das Schutzgebiet ist durch folgende acht Koordinaten definiert: 3,74687° S, 80,40486° W, 3,72039° S, 80,2336° W, 3,82292° S, 80,25934° W, 3,81628° S, 80,26896° W, 3,76629° S, 80,35101° W, 3,76091° S, 80,36431° W, 3,7582° S, 80,37813° W, 3,74873° S, 80,40579° W.

## Ökologie
Zu den Säugetieren im Schutzgebiet gehören der Mantelbrüllaffe (Alouatta palliata) und der Puma (Puma concolor). Im Schutzgebiet kommen u. a. folgende Vogelarten vor: der Graurückenbussard (Leucopternis occidentalis), der Feuerflügelsittich (Brotogeris pyrrhoptera), der Schwarzgesicht-Dickichtschlüpfer (Synallaxis tithys), die Schieferbekarde (Pachyramphus spodiurus), der Rotkopfguan (Ortalis erythroptera), der Graukopf-Ameisenvogel (Myrmeciza griseiceps), der Rosthals-Blattspäher (Syndactyla ruficollis), der Safranzeisig (Spinus siemiradzkii), der Braunschulter-Baumspäher (Clibanornis erythrocephalus), die Schuppenbrust-Kronenbekarde (Onychorhynchus coronatus) und der Graubrust-Schnäppertyrann (Lathrotriccus griseipectus). In dem Areal wachsen u. a. folgende Pflanzen: Handroanthus chrysanthus aus der Familie der Trompetenbaumgewächse, Bursera graveolens aus der Familie der Balsambaumgewächse und Loxopterygium huasango aus der Familie der Sumachgewächse.